# Pyrococcus horikoshii
Pyrococcus horikoshii is een hyperthermofiel, anaeroob levend archaeon, dat in 1993 voor het eerst geïsoleerd werd uit hydrothermische vloeistof van de Okinawatrog op een diepte van 1.395 meter. De Okinawatrog bestaat uit verschillende hydrothermale bronnen die voorkomen in de Zuid-Chinese Zee.
Pyrococcus horikoshii is  een obligaat heterotroof organisme, waarvan de cellen uiterlijk sterk lijken op onregelmatige kokken met een kuifje flagella. Ze groeien optimaal bij 98°C. Toevoeging van zwavel verhoogt de groei significant.

## Verder lezen
- (en) Theriot, Casey M.; Semcer, Rebecca L.; Shah, Saumil S.; Grunden, Amy M. (2011). Improving the Catalytic Activity of Hyperthermophilic Pyrococcus horikoshii Prolidase for Detoxification of Organophosphorus Nerve Agents over a Broad Range of Temperatures. Archaea 2011: 1–9. ISSN: 1472-3646. PMC 3227228. DOI: 10.1155/2011/565127.
- (en) Ando, Susumu; Ishikawa, Kazuhiko; Ishida, Hiroyasu; Kawarabayasi, Yutaka; et al. (1999). Thermostable aminopeptidase from Pyrococcus horikoshii. FEBS Letters 447 (1): 25–28. ISSN: 0014-5793. DOI: 10.1016/S0014-5793(99)00257-4.
- (en) Appolaire A; Rosenbaum E; Durá MA; et al. (2013). Pyrococcus horikoshii TET2 Peptidase Assembling Process and Associated Functional Regulation. The Journal of Biological Chemistry 288 (31): 22542–54. PMID 23696647. PMC 3829341. DOI: 10.1074/jbc.M113.450189.
- (en) Ando S; Ishida H; Kosugi Y; Ishikawa K (2002). Hyperthermostable endoglucanase from Pyrococcus horikoshii. Applied and Environmental Microbiology 68 (1): 430–3. PMID 11772658. PMC 126571. DOI: 10.1128/AEM.68.1.430-433.2002.